# Éric Judor
Pour les articles homonymes, voir Éric.
Éric Judor, parfois simplement appelé Éric, est un acteur, réalisateur, scénariste et humoriste français, né le 25 juillet 1968 à Meaux. Il accède à la notoriété en formant, avec Ramzy Bedia, le duo comique Éric et Ramzy.
Le duo joue notamment dans la série H (1998-2002) qui l'a fait particulièrement connaître, avec Jamel Debbouze.
Après plusieurs longs-métrages avec son compère Ramzy, il entame une carrière d'acteur comique en solo.
Il crée, écrit et produit la série Platane (2011-2019) pour Canal +, mais il est aussi la tête d'affiche des comédies Mohamed Dubois (2013), Problemos (2017) et Roulez jeunesse (2018). 

## Biographie

### Jeunesse et formation
Éric Judor, est né le 25 juillet 1968, à Meaux, d'un père français originaire de la Guadeloupe et d'une mère autrichienne.
À 18 ans, il tente une carrière de joueur de tennis professionnel aux États-Unis. Les résultats ne suivant pas, il ne persévère pas. Il aurait cependant battu Hicham Arazi, deux fois quart de finaliste à Roland-Garros, alors que celui-ci était classé trois centième au classement mondial.
Après avoir été accompagnateur touristique aux États-Unis pendant deux ans puis au Canada, il est recruté comme logisticien chez Bouygues. Il y organise les plannings des ingénieurs qui travaillent sur les plates-formes pétrolières.

### Révélation comique avec Ramzy (années 1990-2000)

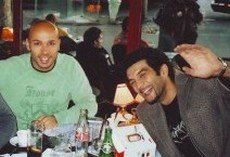
Éric et Ramzy dans un restaurant en 2000.

Éric Judor rencontre son alter-ego comique Ramzy Bedia en 1994. La célébrité acquise par leurs sketchs à la télévision dans l'émission Les Mots d'Éric et Ramzy sur M6 se combine au succès de leurs spectacles sur scène ainsi qu'à celui de la série H en 1998.
Ils coécrivent et jouent dans leur premier film La Tour Montparnasse infernale, qui sort en 2001, dont ils confient la réalisation à Charles Nemes. Les Robins des Bois sont également impliqués dans le projet puisque Pierre-François Martin-Laval participe à l'écriture, et Marina Foïs interprète le rôle féminin principal. Le succès commercial du film lance la carrière des acteurs.
Le tandem Éric et Ramzy se reforme ainsi en 2004 pour Double Zéro, de Gérard Pirès, et Les Dalton, de  Philippe Haïm.
Après des apparitions dans des comédies de Djamel Bensalah, Judor s'aventure vers un cinéma plus expérimental en entamant une collaboration avec le réalisateur Quentin Dupieux. Avec lui, il sort Steak (également avec Ramzy), en  2007.
Sa carrière se retrouve influencée par ce virage humoristique : avec Ramzy, ils écrivent et réalisent en 2008 le décalé Seuls Two, influencé par le cinéma de Dupieux, mais fraîchement accueilli par le grand public. En 2011, ils renouent donc avec leur ton habituel pour Halal Police d'État, de Rachid Dhibou. Un joli succès en salles.

### Carrière en solo (années 2010-2020)
C'est à la télévision, et en solo, qu'Éric Judor va poursuivre ses volontés de changement d'humour : en 2011, il crée et porte la série Platane pour Canal +, satire du show-biz dont le succès critique lui permet de décrocher une seconde saison.
Cette nouvelle livraison, plus centrée sur la famille, est programmée le lundi 16 septembre 2013. Ramzy Bedia participe à 9 des 12 épisodes produits, et les Cahiers du cinéma consacrent leur une à Judor. Durant la promotion, Judor déclare avoir pour projet d'écrire une adaptation de Zorro, et de confier le rôle-titre à l'acteur Jean Dujardin, qu'il dirige dans Platane.
Parallèlement, Dupieux lui confie des rôles dans deux autres projets cinématographiques : Wrong, en 2012 et Wrong Cops, en 2014. Et l'acteur évolue, toujours seul, dans la comédie Mohamed Dubois, écrite et réalisée par Ernesto Ona, et qui sort en 2013.
En 2015, il prête ses traits au Génie dans la grosse production française Les Nouvelles Aventures d'Aladin, avec Kev Adams dans le rôle-titre.
Début 2016, le duo Éric et Ramzy  se reforme au cinéma pour La Tour de contrôle infernale, préquelle de leur succès sorti quinze ans plus tôt, que Judor réalise seul. Il enchaîne avec un autre projet en solo : la comédie décalée Problemos, dont il a confié le script à Blanche Gardin, et prévue pour l'année suivante.
Un autre retour se profile : durant l'année 2017, il écrit la saison 3 de Platane.
En 2018, il défend deux projets : il est la tête d'affiche de la comédie Roulez jeunesse, de Julien Guetta, où, dans un registre plus sobre et progressivement dramatique, il joue un « adulescent » quadragénaire devant gérer des enfants malgré lui. À la fin de l'année, il revient à l'humour potache en faisant partie de la distribution de la comédie populaire Alad'2, portée par la vedette pour adolescents Kev Adams. Il y retrouve Jamel Debbouze et Ramzy Bedia.
En 2018, il annonce son souhait de mettre en scène Laurent Lafitte dans un nouveau film sur Zorro.
En 2022, Éric Judor incarne le personnage principal dans la série Week-end Family, coréalisée par Pierre-François Martin-Laval (Pef) et Sophie  Reine. Cette série comique, composée de huit épisodes de 30 minutes, est une des premières séries françaises de Disney +.

### Publicité
Éric Judor participe à de nombreux spots publicitaires pour EDF en tant que réalisateur et comédien.
Depuis fin 2022, il participe à plusieurs spots publicitaires pour la chaîne de restaurants Quick avec Ramzy Bedia, pour promouvoir leurs nouveaux produits et le retour en force de Quick en France.
Il a notamment créé un burger avec son acolyte de toujours, Ramzy le Duo burger, disponible depuis le 19 septembre 2023 en durée limitée.

### Vie privée
Il a été interpellé et placé en garde à vue en 2010 pour une affaire de stupéfiants, après avoir acheté de la cocaïne dans le 8e arrondissement. Relâché, il a fait l'objet d'une injonction thérapeutique. Selon son ami Ramzy, c'était la première fois, alors qu'Éric Judor venait de divorcer de sa première femme.
Après avoir eu trois enfants, deux filles et un garçon, Éric Judor se marie à l'âge de 48 ans avec la mère de ses enfants le 29 octobre 2016 à Terre-de-Haut en Guadeloupe, sur la terre de son père. Il devient père de deux autres garçons, des jumeaux, en septembre 2018.
En février 2023, dans l'interview Small Talk de Konbini présenté par David Castello-Lopes, Éric Judor évoque son grand-père autrichien qui s'est enfui pour ne pas être enrôlé de force dans les armées nazies.

## Filmographie

### Acteur

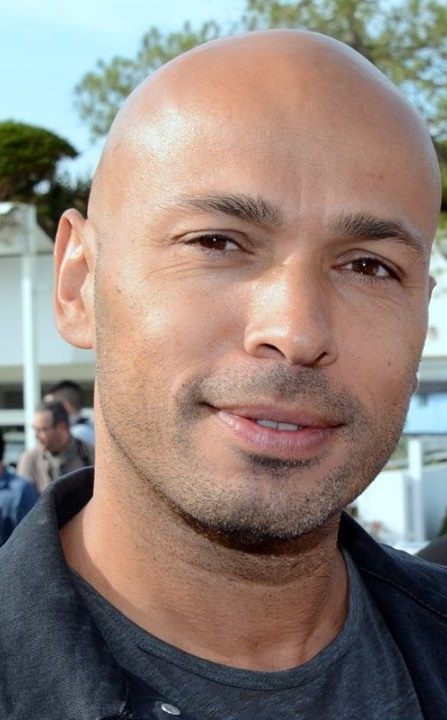
Éric Judor au festival du cinéma américain de Deauville 2013.

#### Cinéma
- 1999 : Recto Verso de Jean-Marc Longval : Alain
- 1999 : Le Ciel, les Oiseaux et... ta mère !  de Djamel Bensalah : le journaliste en voix off
- 2001 : La Tour Montparnasse infernale  de  Charles Nemes : Éric
- 2001 : Les Rois mages : un passager à l'aéroport
- 2003 : Pecan Pie, court-métrage de  Michel Gondry : un pompiste
- 2004 : Double Zéro de Gérard Pirès : Benoît « Ben » Rivière
- 2004 : Les Dalton de  Philippe Haïm : Joe Dalton
- 2005 : Il était une fois dans l'Oued  de Djamel Bensalah : un commerçant
- 2005 : Barfuss de Til Schweiger : l'homme dans la voiture
- 2007 : Steak  de Quentin Dupieux : Blaise / Chuck
- 2008 : Seuls Two, Acteurs, d'Éric et Ramzy : Gervais
- 2009 : Neuilly sa mère ! de Gabriel Julien-Laferrière : un médiateur de la cité
- 2010 : Der Atem des Himmels[17] de Reinhold Bilgeri : Maurice
- 2010 : Il reste du jambon ? d'Anne Depétrini : le vigile
- 2011 : Halal Police d'État de Rachid Dhibou : le Kabyle
- 2011 : Au bistro du coin de Charles Nemes : l'infirmier
- 2012 : Hénaut Président de Michel Muller : lui-même
- 2012 : Wrong de Quentin Dupieux : Victor
- 2012 : The Axe Boat, court-métrage de Stéphane Marelli : Brandon
- 2013 : Mohamed Dubois d'Ernesto Ona : Mohamed Dubois
- 2014 : Wrong Cops de Quentin Dupieux : l'officier Rough
- 2015 : Les Nouvelles Aventures d'Aladin d'Arthur Benzaquen : le Génie d'Aladin
- 2016 : La Tour de contrôle infernale de lui-même : Ernest Krakenkrick
- 2016 : Hibou de Ramzy Bedia : Marius
- 2017 : Problemos de lui-même : Victor
- 2018 : Roulez jeunesse de Julien Guetta : Alex
- 2018 : Alad'2 de Lionel Steketee : le Génie d'Aladin
- 2020 : Tout simplement noir de Jean-Pascal Zadi : lui-même
- 2021 : Le Dernier Mercenaire de David Charhon : Paul
- 2023 : Un stupéfiant Noël ! d'Arthur Sanigou : Richard Silestone

#### Télévision
- 1995 : Jamais deux sans toi...t (série télévisée), d'Éric Assous et Alexandre Denim.
- 1998 - 2002 : H (série télévisée), d'Abd-el-Kader Aoun, Xavier Matthieu et lui-même
- 2004 : Les Nicole (série télévisée - production).
- 2011-2019 : Platane (série télévisée)
- 2012 : Bref (série télévisée) (épisode 53) : Y'a des gens qui m'énervent
- 2013 : Soda (série télévisée) - invité
- 2013 : What Ze Teuf (série télévisée)
- Depuis 2014 : Electric (saga publicitaire EDF)
- Depuis 2022 : Week-end Family (série télévisée Disney+)
- 2022 : LOL : qui rit, sort ! sur Amazon Prime : participation
- 2023 : En place, série Netflix de Jean-Pascal Zadi
- 2025 : Ghosts : Fantômes en héritage, mini-série d'Arthur Sanigou : Bernard

### Réalisateur
- 2008 : Seuls Two (co-réalisé avec Ramzy Bedia)
- 2011-2019 : Platane, série télévisée (co-réalisée avec Denis Imbert)
- Depuis 2014 : Electric (saga publicitaire EDF)
- 2016 : La Tour de contrôle infernale
- 2017 : Problemos

### Scénariste
- 1998-2002 : H (série télévisée)
- 2001 : La Tour Montparnasse infernale de Charles Némès
- 2004 : Les Dalton de Philippe Haïm
- 2007 : Moot-Moot (série d'animation)
- 2008 : Seuls Two, de Ramzy Bedia et lui-même
- 2011 - 2019 : Platane (série télévisée)
- 2011 : Halal police d'État de Rachid Dhibou
- 2013 : Mohamed Dubois d'Ernesto Ona - collaboration
- Depuis 2014 : Electric (saga publicitaire EDF)
- 2016 : La Tour de contrôle infernale de lui-même

## Doublage

### Cinéma

#### Films
- 1998 : Docteur Dolittle : le rat #1 (Reni Santoni) (voix)
- 2020 : Le Prince oublié : le cow-boy (voix, version originale)

#### Films d'animation
- 2004 : Gang de requins : Oscar[18]
- 2005 : Vaillant, pigeon de combat ! : Bugsy[19]
- 2007 : Cendrillon et le Prince (pas trop) charmant : Munk[20]
- 2009 : Lascars : le vendeur chinois et le douanier (création de voix)
- 2012 : Tad l'explorateur : À la recherche de la cité perdue : Tad[21]
- 2019 : Monsieur Link : Link[22]
- 2023 : Les Inséparables : Don

### Télévision

#### Séries d'animation
- 2003 : Ratz : Razmo (création de voix)
- 2007 : Moot-Moot : Berthe MootMoot, Bernard MootMoot et M. Pran (création de voix)

## Roman-photo
- Il est le personnage principal du roman-photo parodique de Fabcaro, Guacamole Vaudou, paru en 2022.  (ISBN 978-2-02-148384-0)